# Harald Konopka
Harald Konopka (født 18. november 1952 i Düren, Vesttyskland) er en tidligere tysk fodboldspiller (forsvarer).
Hans spillede størstedelen af sin karriere hos FC Köln, hvor han var tilknyttet i 12 sæsoner og spillede 335 Bundesliga-kampe. Hans sidste sæson blev tilbragt hos lokalrivalerne Borussia Dortmund. Med Köln var han med til at vinde både et tysk mesterskab og tre DFB-Pokaltitler.
Konopka spillede desuden to kampe for Vesttysklands landshold. Han blev udtaget til VM i 1978 i Argentina. Her var han dog kun på banen i én af tyskernes seks kampe.

## Titler
Bundesligaen
- 1978 med FC Köln

DFB-Pokal
- 1977, 1978 og 1983 med FC Köln